# Экологическая война США против Вьетнама
Экологическая война США против Вьетнама — применение армией США в ходе войны во Вьетнаме химических средств, повлёкшее многочисленные жертвы среди мирного населения и тяжёлые экологические последствия.
За время войны армия США распылила на территории Южного Вьетнама 72 млн литров дефолиантов «Agent Orange» для уничтожения лесов, в том числе 44 млн литров, содержащих 2,3,7,8-Тетрахлородибензодиоксин. 2,3,7,8-ТХДД является стойким веществом, попадая в организм человека с водой и пищей, он вызывает различные заболевания печени и крови, массовые врождённые уродства новорожденных и нарушения нормального протекания беременности. После применения американскими военными дефолиантов уже после войны погибло несколько десятков тысяч человек. Всего во Вьетнаме насчитывается около 4,8 миллиона жертв распыления дефолиантов, в том числе три миллиона непосредственно пострадавших.
Американские военные также применяли газы; вызывали искусственное облакообразование и кислотные дожди, применяя обработку облаков химикатами и закисление атмосферы; распыляли химикаты, вызывающие сильные пожары в джунглях.

## Использование дефолиантов
В августе 1961 года под давлением ЦРУ и Пентагона президент США Джон Кеннеди санкционировал применение химикатов для уничтожения растительности в Южном Вьетнаме. Целью распыления было уничтожение растительности джунглей, что облегчало обнаружение подразделений северовьетнамской армии и партизан НФОЮВ.
Первоначально в экспериментальных целях южновьетнамская авиация под руководством американских военных применила распыление дефолиантов над небольшими лесными массивами в районе Сайгона (ныне Хошимин). В 1963 году обработке дефолиантами подверглась более обширная площадь на полуострове Камау (нынешняя территория провинции Камау). Получив успешные результаты, американское командование начало массированное применение дефолиантов.
В рамках операции «Ranch Hand» химическому воздействию подверглись все районы Южного Вьетнама, многие районы Лаоса и Камбоджи. Кроме лесных массивов обрабатывались поля, сады и каучуковые плантации. С 1965 года дефолианты распылялись над полями Лаоса (особенно в его южной и восточной частях), с 1967 года — в северной части демилитаризованной зоны. В декабре 1971 года президент Никсон отдал приказ о прекращении массового применения гербицидов, однако их применение разрешалось вдали от американских военных объектов и крупных населённых пунктов.
Американские войска преимущественно использовали четыре гербицидные рецептуры: пурпурную, оранжевую, белую и голубую. Их основными компонентами являлись: 2,4-дихлорфеноксиуксусная кислота, 2,4,5-трихлорфеноксиуксусная кислота, пиклорам и какодиловая (диметиларсиновая) кислота. Наиболее активно применялась оранжевая рецептура (против лесов) и голубая (против посевов риса и других сельскохозяйственных культур). Для лучшего распыления химикатов к ним добавлялся керосин либо дизельное топливо.

## Механическое уничтожение растительности
Американские военные для уничтожения растительности использовали также массированные бомбардировки джунглей. В 1965—1973 годах на Южный Вьетнам было сброшено 17 миллионов авиационных бомб, было взорвано 217 миллионов артиллерийских снарядов[уточнить].
Армия США применяла тяжёлую гусеничную технику — «связки» 33-тонных бульдозеров для снятия поверхностного слоя, после чего почва становится непригодной для земледелия (технология «римских плугов»). Кроме того, практиковалось разрушение дамб и ирригационных сооружений.

## Использование газов
Химические вещества применялись также против людей. В частности, американская армия использовала отравляющие вещества:
- CS — ортохлоробензилиден малононитрил и его рецептурные формы
- CN — хлорацетофенон
- DM — адамсит или хлордигидрофенарсазин
- CNS — рецептурная форма хлорпикрина
- ВАЕ — бромацетон
- BZ — хинуклидил-3-бензилат.

По утверждению самих американских военных, газы применялись в несмертельных концентрациях. Однако, как указывал профессор медицинского факультета Сорбонны Франсис Кан, во Вьетнаме были созданы условия (использование в большом количестве в замкнутом пространстве), когда газ CS являлся смертельным оружием.
В 1998 году в передаче на американском телеканале CNN утверждалось, что в ходе операции Tailwind на территории Лаоса американцами был использован нервно-паралитический газ зарин, однако последующие расследования, проведённые самим телеканалом и министерством обороны США, не нашли подтверждений этого.

## Экологические последствия
Масштабное применение американскими войсками химикатов привело к тяжёлым последствиям. Практически полностью были уничтожены мангровые леса (500 тыс. га), поражено 60 % (около 1 млн га) джунглей и 30 % (более 100 тыс. га) равнинных лесов. С 1960 года урожайность каучуковых плантаций снизилась на 75 %. Американские войска уничтожили от 40 до 100 % посевов бананов, риса, сладкого картофеля, папайи, помидоров, 70 % кокосовых плантаций, 60 % гевеи, 110 тыс. га плантаций казуарины.
В результате применения химикатов серьёзно изменился экологический баланс Вьетнама. В поражённых районах из 150 видов птиц осталось 18, произошло почти полное исчезновение земноводных и насекомых, сократилось число рыб в реках и произошло изменение их состава. Был нарушен микробиологический состав почв, отравлены растения. Резко сократилось число видов древесно-кустарниковых пород влажного тропического леса: в поражённых районах остались единичные виды деревьев и несколько видов колючих трав, не пригодных в корм скоту.
Изменения в фауне Вьетнама повлекли вытеснение одного вида чёрных крыс другими видами, являющимися разносчиками чумы в Южной и Юго-Восточной Азии. В видовом составе клещей появились клещи-разносчики опасных болезней. Аналогичные изменения произошли в видовом составе комаров: вместо безвредных комаров-эндемиков появились комары-разносчики малярии.